# Swiss Internet Radio
Der Internetsender Swiss Internet Radio wurde am 2. August 2002 unter dem Namen RadioCrazy Classical&Jazz in Berlin gegründet. Das Sendeunternehmen spezialisiert sich auf die Erhaltung von legendären und seltenen Tonaufnahmen (Schellackplatten). Ursprünglich verfügte RadioCrazy neben dem Spartenprogrammangebot über einen Vollprogrammkanal, der in Dortmund moderiert und von Berlin aus betrieben wurde. Aufgrund der sinkenden Einschaltquoten des Vollprogrammangebots, jedoch steigenden Hörerzahlen des Spartenkanals RadioCrazy Jazz verzichtete man im Herbst 2005 auf das Vollprogramm.
Nach der Gebührenerhöhung der GEMA und GVL für Hörfunksender, die ihre Programme im Internet verbreiten, entschied sich RadioCrazy Classical&Jazz fortan, aus der Schweiz zu senden. Hier legte der Sender am 24. August 2004 den Grundstein für die IG Schweizer Internetradio, die heute als Nutzerverband die Interessen der Webcaster in der Schweiz und im Fürstentum Liechtenstein vertritt.
Nach der Etablierung von RadioCrazy Jazz in der Schweiz, folgten 2006 drei weitere Spartenprogramme: RadioCrazy Classical (1. Januar), RadioCrazy Opera sowie RadioCrazy Modern Jazz (23. September).
Durch die Mitgründung des Public Domain Projekts im Januar 2009 und der Aufnahme des Sendebetriebs am 11. Dezember 2009 wurden die Kanäle RadioCrazy Classical in Public Domain Classical und RadioCrazy Jazz in Public Domain Jazz umbenannt.
Das Public-Domain-Radio ist eine Dienstleistung von RadioCrazy Classical&Jazz. Laut SHOUTcast befindet sich Public Domain Jazz auf Platz 267, RadioCrazy Opera auf Platz 639, RadioCrazy Modern Jazz auf Platz 1433 und Public Domain Classical auf Platz 1617 der von SHOUTcast erfassten internationalen Internetradios. Die vier Sender zählen insgesamt rund eine Million Einschaltungen pro Monat.